# Fricassé
Pour l’article ayant un titre homophone, voir Fricassée.
Le fricassé ou frit cassé est un beignet salé issu de la tradition culinaire tunisienne. Il est aussi bien préparé à la maison que chez les marchands de fast food.
Les boules de pâte sont saisies dans de l'huile puis ouvertes et farcies avec des pommes de terre coupées en cubes, de la harissa, du thon, des olives noires, un œuf dur, de la salade méchouia et des câpres.
L'histoire orale populaire raconte que la recette serait apparue au XIXe siècle dans une famille juive tunisienne alors que des invités se seraient désistés : la maîtresse de maison qui avait préparé à l'avance quantités de beignets (pour le dessert) cherche, au lieu de les rouler dans le sucre, à recycler ces restes dans un plat principal et les remplit d'ingrédients économiques classiques des sandwichs de la cuisine tunisienne. Ces petits beignets ayant fait fureur dans sa famille, leurs voisins et amis, ainsi serait né le fricassé.
Ce plat sur le pouce est populaire au Maghreb mais aussi dans les pays ayant une importante communauté tunisienne, notamment la France et Israël,.